# Cinnamon
Cinnamon je prostředí pracovní plochy pro moderní unixové operační systémy s nainstalovaným X Window Systemem. Je postaven nad knihovnou GTK+ 3, která byla původně napsána pro rastrový grafický editor GIMP. Tento projekt začínal jako odnož (fork) GNOME Shellu, šlo tedy o grafický shell. Prostředím pracovní plochy se stal ve verzi 2.0 z 30. listopadu 2013. Cinnamon byl vyvíjen na (a pro) distribuci Linux Mint, postupem času se rozšířil i na další distribuce.

## Součásti prostředí
Mezi hlavní součástí prostředí patří tzv. panel, menu a expo. Panel se nachází ve spodní částí obrazovky a obsahuje menu s nainstalovanými aplikacemi ke spuštění a uživatelskými adresáři jako jsou dokumenty nebo obrázky. Na panelu se nachází také spouštěče aplikací, přehled otevřených oken a různé applety. Těmi může být třeba stav síťového připojení, kalendář nebo hodiny. Úpravu jejich pořadí nebo přidávání nových lze provádět tahem myší.
Tzv. expo je přehled pracovních ploch a na nich otevřených programů a aplikací. Lze skrze něj přepínat mezi plochami a přemisťovat mezi nimi otevřená okna. Ve výchozím stavu se expo zobrazuje najetím kurzoru myší do levého horního rohu, případně klávesovou zkratkou.